# Charles Axel Nordberg
Charles Axel Nordberg (1740 i Sverige – 29. november 1812 i København) var en svensk fabrikant virksom i Danmark.

## Karriere
Han var født i Sverige af ukendte forældre og drev, efter at have opholdt sig 15 år i England, en
manchesterfabrik i Stockholm. 1778 blev det meddelt i København, at han kunne være tilbøjelig til at flytte til Danmark, hvor vi dengang var ivrige for at få udbytte af Englands opfindelser på manufakturvæsenets og maskinindustriens område, og resultatet blev, at han året efter fik privilegium på en manchesterfabrik her. Den blev anlagt for statens regning. Samtidig fik han stillingen som officiel appretør, og 1782 fik han indfødsret. Hans manchesterfabrik bestod imidlertid ikke længe som privat anstalt, den overtoges af staten som Det kongelige danske Bomuldsmanufaktur, ved hvilket han blev obermester. Straks efter at han var kommen her til, slog han også ind på at bygge maskiner. Hans første forsøg var en tobakskæremaskine, der bragte ham i en betydelig gæld. Men den blev væsentlig dækket af staten, og da han 1785 havde udfundet en forbedret spindemaskine, blev en sådan bygget for Kommercefondens regning.
Man satte stor pris på hans virksomhed. 1787 blev han medlem af General-Fabrikdirektionen, og da han samme år lod sig forlyde med at ville gå til Preussen, blev hans gageforhold forbedrede, ligesom han blev sat i stand til at gøre en rejse til England og Tyskland. De nye forhold, som Toldloven af 1797 skabte, medførte, at Nordberg udelukkende blev maskinfabrikant. Ved statens hjælp blev han sat i stand til at drive et maskinværksted, fra hvilket der udgik en række manufakturmaskiner, men også fx tærskemaskiner. 1799 var han på statens regning igen i England, og 1803 fik han eneret på en maskine til at slå tovværk med. Trods al understøttelse gik han imidlertid 1806 fallit og tyede i den anledning til Fredericia, hvor han forblev i længere tid. Da han kom tilbage, var han imidlertid stadig den velsete og indflydelsesrige mand. 1794 var han blevet preussisk kommerceråd, men 1809 blev han Dannebrogsmand, 1811 kammerråd og 1812 Ridder af Dannebrog. Ole Jørgen Rawert siger om ham, "at han stedse var tilbageholdende med sin Viden og ikke lod sine Maskiner holde Skridt med Tiden". Han døde 29. november 1812, efterladende en enke (Caroline Maria).

## Familie
Gift 1. gang med Mellesia Flanner. I 1769 fik han en søn, Charles John Nordberg. Ægteskabet blev opløst 1799. Gift 2. gang 18. november 1799 på Frederiksberg med Caroline Maria Lassen (ca. 1768 – 13. juli 1858 i København).
Han er begravet på Assistens Kirkegård.
Nordberg er gengivet i et kobberstik af Andreas Flint. En miniature findes på Det Nationalhistoriske Museum på Frederiksborg Slot.